# Reine de beauté (film)
Pour le dessin animé de 1936, voir Vive Miss Glory.
Pour plus de détails, voir Fiche technique et Distribution.
Reine de beauté (Page Miss Glory) est une comédie romantique réalisée par Mervyn LeRoy, avec dans le rôle principal Marion Davies qui est aussi productrice du film, sorti en 1935.

## Synopsis
Une jeune femme de la campagne se rend à New York et y trouve un travail en tant que femme de chambre dans un hôtel, où elle rencontre un photographe. Elle finit par remporter un concours de beauté.

## Fiche technique
- Titre original : Page Miss Glory
- Réalisation : Mervyn LeRoy
- Scénario : Delmer Daves, Robert Lord d'après la pièce de 1934 Page Miss Glory de Joseph Schrank et Phillip Dunning[2]
- Productrice : Marion Davies (non créditée)
- Photographie : George J. Folsey
- Costumes : Orry-Kelly
- Montage : William Clemens
- Musique : Harry Warren, Al Dubin
- Production : Cosmopolitan Productions
- Distributeur : Warner Bros. Pictures
- Genre : Comédie romantique
- Durée : 93 minutes
- Date de sortie :
  - États-Unis : 7 septembre 1935
  - France : 28 novembre 1935

## Distribution

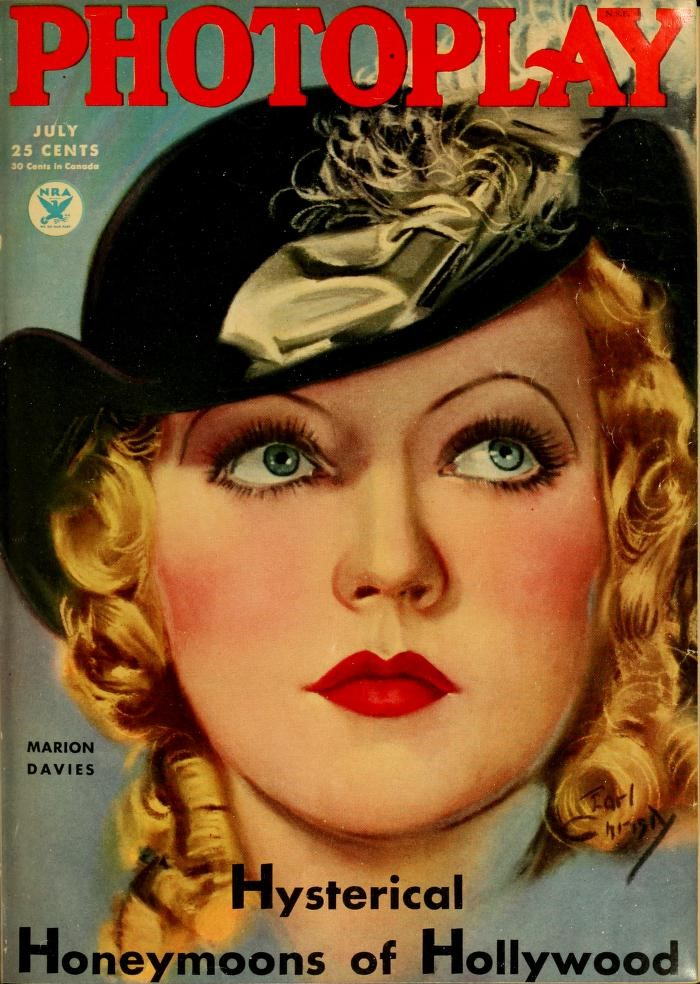
Marion Davies en 1934.

- Marion Davies : Loretta Dalrymple / "Dawn Glory"
- Pat O'Brien : Daniel "Click" Wiley
- Dick Powell : Bingo Nelson
- Mary Astor : Gladys Russell
- Frank McHugh : Edward Olson
- Lyle Talbot : Slattery
- Allen Jenkins : Petey
- Barton MacLane : Blackie
- Patsy Kelly : Betty, amie de Loretta
- Hobart Cavanaugh : Joe Bonner
- Joseph Cawthorn : J. Horace Freischutz
- Al Shean : Simeon Hamburgher
- Berton Churchill : Mr. Yates